# Into the Storm
Into the Storm šesnaesti je studijski album njemačkog heavy metal-gitarista Axela Rudija Pella. Diskografska kuća Steamhammer objavila ga je 17. siječnja 2014. Prvi je album na kojem je bubnjeve svirao Bobby Rondinelli iz Black Sabbatha.

## Popis pjesama
Tekstovi i glazba: Axel Rudi Pell. 
| 1.    | »The Inquisitorial Procedure« (instrumentalna skladba) | 1:48  |
| 2.    | »Tower of Lies«                                        | 4:26  |
| 3.    | »Long Way to Go«                                       | 5:32  |
| 4.    | »Burning Chains«                                       | 5:23  |
| 5.    | »When Truth Hurts«                                     | 6:46  |
| 6.    | »Changing Times«                                       | 6:05  |
| 7.    | »Touching Heaven«                                      | 7:02  |
| 8.    | »High Above«                                           | 4:49  |
| 9.    | »Hey Hey My My« (obrada Neila Younga)                  | 5:02  |
| 10.   | »Into the Storm«                                       | 10:35 |
| 57:28 |                                                        |       |

## Zasluge
Axel Rudi Pell
- Volker Krawczak – bas-gitara
- Axel Rudi Pell – gitara, produkcija
- Ferdy Doernberg – klavijature
- Johnny Gioeli – vokal
- Bobby Rondinelli – bubnjevi

Dodatni glazbenici
- Leonor Bloch – violina (na 5., 9., 10., 12. pjesmi)

Ostalo osoblje
- Ulf Horbelt – mastering
- Charlie Bauerfeind – produkcija, inženjer zvuka, miks
- Kai Hoffmann – fotografije
- Martin McKenna – grafički dizajn